# Lucien Dufour
Pour les articles homonymes, voir Dufour.
Lucien Dufour, né le 23 septembre 1894 à Saint-Maur en Belgique et mort le 12 avril 1936 à Paris, est un architecte belge naturalisé français.

## Biographie
Lucien Dufour, naît le 23 septembre 1894 à Saint-Maur dans la province de Hainaut. Il épouse Jeanne Groualle, née en 1898 à Langueux dans les Côtes-d'Armor. Ils ont deux enfants, Yves et Roland, nés à Achicourt,. 
En 1924, il est domicilié à Achicourt dans le Pas-de-Calais, année où il est autorisé à établir domicile en France pour cinq ans.
Il arrive, au milieu des années 1920 à Stella-Plage, sur la Côte d'Opale dans le Pas-de-Calais, jeune station balnéaire de la commune de Cucq. En 1927, il habite rue de l’Étoile dans la station, année où il est naturalisé français le 25 avril. Il collabore à l'essor de la station avec les promoteurs géomètres, propriétaires du domaine de Stella-Plage, Edmond Labrasse et Victor Poulain, et y est l'architecte le plus prolifique avec de nombreuses réalisations de villas dont 12 constructions sont, aujourd'hui, inscrites au patrimoine architectural du ministère de la Culture.
Il meurt à Paris le 12 avril 1936.

## Réalisations notables
- Cucq :
  - Maison, actuellement la poste, 1650 avenue de la Libération, Cucq[6] ;

- Stella-Plage (station balnéaire de Cucq) :
  - Maison dite Villa L'Alouette, 991 boulevard de Berck[7] ;
  - Maison dite Villa La Marjolaine, 1372 boulevard de Berck[8] ;
  - Maison dite Villa La Chaumière, 1427 boulevard de Berck[9] ;
  - Maison dite Villa La Crémaillère, 673 boulevard Edmond-Labrasse[10] ;
  - Édifice commercial Stella Agence, 647 boulevard Edmond-Labrasse[11] ;
  - Maison dite Villa Sous-Bois, 758 boulevard Edmond-Labrasse[12] ;
  - Maison dite Villa Yvonne et Charlotte, 37 rue de L'Étoile[13] ;
  - Maison dite Villa Marcelle, 65 rue de L'Étoile[14].
  - Maison dite Villa Petit Poucet, 121 square de la Liberté[15] ;
  - Maison dite Villa Bois Lurette, 430 allée Madeleine[16] ;
  - Maison dite Villa La Gartempe, 20 rue de Saint-Quentin[17].

## Hommage
La commune de Cucq rend hommage à Lucien Dufour en donnant son nom à une voie de Stella-Plage, l'avenue Lucien Dufour.